# クロスローズ・トゥ・クライム
『クロスローズ・トゥ・クライム』（Crossroads to Crime）は、1960年にイギリスで製作された犯罪映画。製作・監督はジェリー・アンダーソン、配給はアングロ＝アマルガメイティド（AA）。出演はアンソニー・オリヴァー、ジョージ・マーセル、ミリアム・カーリン、デイヴィッド・グレアム、ファーディ・メイン。この映画で描いているものは、ある巡査がローリーを盗んだギャング団を倒すために潜入捜査をするものである。製作したジェリー・アンダーソンの会社APフィルムズは子供向けの人形劇で有名だが、本作はAPフィルムズの最初の映画であり、それと同時に最初の俳優を起用した製作でもある。ジェリー・アンダーソンが監督を行った唯一の映画でもある。

## 概要
AAのナット・コーヘンとスチュアート・レヴィがアンダーソンを雇った頃、彼は『スーパーカー』の配給を行ってくれるところを探し、仕事を探しに彼らのもとにやってきた。16,250ポンドの低予算で1時間の映画が1960年の5月から6月にロケ撮影が行われた。一部のキャストと製作陣は初期のAPフィルムズの製作にも関わっており、その後の作品にも関わっている。その中には俳優デイヴィッド・グレアム、作曲家バリー・グレイも含まれている。APフィルムズの共同監督ジョン・リード、レッジ・ヒル、シルヴィア・タムらは、それぞれ撮影、監督、脚本管理を行った。
1960年後半に公開された本作は、商業的には失敗し、また批評もほとんど否定的なものであった。ある批評家によって有能な「刑事もの」スリラーと表現されたにもかかわらず、批評の対象は脚本、編集、セット・デザイン、予算の低さに向かった。短い公開期間の後1回以上はイギリスでテレビ放送されている。2013年にDVDが発売された。

## あらすじ
警邏中にドン・ロス巡査は長距離ドライバー用の軽食堂の裏口でトラックのハイジャック犯の一味を発見した。一味のダイアモンドとジョニーは軽食堂の経営者コニー・ウィリアムズを誘拐し車で去った。ロスは車の側面につかまり止めようとするが地面に投げ出され頭に怪我をしてしまう。ダイアモンドとジョニーは、偶然通りかかった人を装いロスを家に送る。ウィリアムズはハイジャック犯の首領マイルズの元に連れて行かれ、通報しないよう警告する。
一味とA1道路沿いで頻発していた車の盗難事件を結びつける証拠があるにもかかわらず、ロスは上司のピアソン巡査部長に軽食堂の調査をするよう説得するも失敗していた。そこで彼は独自に調査をすることにし、ダイアモンドと彼の知っていることに対峙し、そして見逃す代わりに賄賂を首領に要求する。独自の調査を知ったピアソンはロスを免職とし、このことでロスと妻ジョアンの関係にも緊張が走る。それにも関わらずロスは調査を続け証拠を集めるが、その頃ハイジャック犯はたばこ輸送トラックを襲う。
一味が最後の襲撃の準備をし、このときは2万ポンド分に及ぶ白銅の輸送車が標的となった。ロスこの作戦に参加しマイルズの正体を暴き倒そうとした。ロスの裏切りに感づいたダイアモンドは彼に向けて銃を向け、カフェの地下中を追い回した。彼は怪我をし、やがてロスを追い詰めるもジョニーに撃たれた。ジョニーは覆面捜査官と身元を明かした。ジョニーはロスに伝えたことによると、当局はマイルズの居場所も把握していて、一味全員がまもなく逮捕されるだろうということだった。ロスは元の普通の交番勤務の巡査の生活へと戻っていった。

## 製作
1960年初期、『ウエスタン・マリオネット 魔法のけん銃』の後に製作が予定されていた『スーパーカー』の提案をグラナダ・テレヴィジョンが断った後、ジェリー・アンダーソンはAAのナット・コーハンとスチュアート・レヴィーからの仕事を探し求めていた。AAは『魔法のけん銃』の第1話放送後の好意的な反応を見て依頼を助けたことのある会社で、イギリス製の映画の数を増やすために、上映時間の短い低予算のB級映画を多数製作していた。映画監督としての経歴を持ちたいアンダーソンは、契約なしにコーハンとレヴィーのためにB級映画の製作に同意し、予算はたった16,250（2023年の473,000）ポンドとなった。脚本はアラン・ファルコナーによって書かれ、た。彼はスリラー映画『ネヴァー・レット・ゴー』（1960年）や犯罪映画『ジ・アンストッパブル・マン』（1960年）でも脚本を担当していた。この映画には仲間内の冗談として、二人の若い男が幹線道路沿いのカフェのジュークボックスで『魔法のけん銃』の音楽を流すかを考えるという場面が存在する。
| ゲストキャスト                      | ゲストキャスト   |
| 演者                                | 役名             |
| ----------------------------------- | ---------------- |
| テレンス・ブルック                  | ハリー           |
| ジェフリー・デントン                | マイルズの執事   |
| ピーター・ダイアモンド              | 警察の護衛       |
| ウィリアム・カーウィン              | マーティン       |
| ヴィクター・マダーン                | レン             |
| Ｊ・マーク・ロバーツ                | フィリップス     |
| デイヴィッド・セイル テリー・セイル | 若者             |
| ビル・ソウヤー                      | ローリーの運転手 |
| ドナルド・タンディ                  | 暴漢             |
| ハリー・トウブ                      | アイルランド人   |

アンダーソンはロスにアンソニー・オリヴァーを起用した。なぜならアガサ・クリスティの戯曲『ねずみとり』のウェスト・エンドでの上演における演技に感銘を受けていたためだ。デイヴィッド・グレアムはアンダーソンが監督を務めた1957年のテレビ番組『ザ・ニュー・アドヴェンチャーズ・オヴ・マーティン・ケイン』に出演していた。本作に出演する俳優の内二人は他のAPF製作番組にも出演した。ジョージ・マーセルは『スーパーカー』第1期にポプキス教授とマスタースパイの声を担当し、グレアムは1960年代を通してAPFの様々なキャラクターを演じた。

### 撮影
撮影は1960年5月から6月の5週間でスラウ及びメイデンヘッド周辺で行われた。撮影にはAPFのスタジオとその近くのカフェが使われたが、どちらもスラウ工業団地に位置しそれぞれ一味の倉庫と幹線道路沿いのカフェとして登場した。夜を舞台としたカフェ内部の撮影が朝早くに行われた時、撮影隊は黒い覆いを窓にして朝日が入り込むのを防ぎ明るさを一定にした。その他の撮影地にはバーナム海岸やA4号線の様々な場所がある。また一日だけシェパートンのハリフォード・スタジオでも撮影している。
アンダーソンによれば、ファーディ・メインがときたま脚本を誤解し、その結果ユーモラスな結果となった。カフェのオーナーのコニー役のミリアム・カーリンがロス役のオリヴァーに背を向けてしまったため何テイクも必要とし、そのため二人の物理的位置が変更され他の俳優がカメラに向くことで解決した。たばこのストランドのCMで知られたテレンス・ブルックは、その「頑丈な男」のイメージから一味のハリーとして起用され、そのスタントには編集者で第二撮影班監督のデイヴィッド・エリオットが入り、ローリーの後ろから飛び降りる場面などが撮影された。シルヴィア・タムはAPFの共同監督の一人で、脚本監督であったがクレジットされなかった。アンダーソンが最初の妻と1960年に離婚すると、シルヴィアは彼と結婚した。

### 撮影後作業
作曲家バリー・グレイは1960年6月21日に6時間かけて劇伴を録音した。オープニング曲はAPF製作の『スーパーカー』の「スーパーカーとシカゴのギャング」、『宇宙船XL-5』の「爆発一秒前」、『キャプテン・スカーレット』の「ブラック大尉を探せ！」で使用された。グレイの伝記が示すのは、本作の楽譜には『サンダーバード』や他のアンダーソン夫妻の作品の楽曲などに影響した楽器編成の特徴があるということだ。
全英映像等級審査機構に家族向けの全年齢対象のレイティングを付与されることを確実にするために、ポスト・プロダクションの際に様々な罵り言葉が再録音された。例えば「ひどく」を表す俗語bloodyはより柔らかなruddyに置き換えられた。さらにアメリカの観客に受け入れられてもらえるようポンドを表すquidも置き換えられた。最終的に審査機構は1960年7月26日に全年齢対象を意味する「U」のレイティングを与えた。

## 公開
本作は1960年10月ないし11月に映画『ザ・クリミナル』（1960年）に次ぐB級映画として公開された。宣伝文句は「2万ポンドの賞金、その代償に死！」だった。そして後に「エドガー・ウォレス・ミステリー」シリーズ（配給：AA）の一つに組み込まれ、新たなオープニングがつけられた。1960年代から、本作は少なくとも1回以上英国のテレビで放映され、近年ではトーキング・ピクチャーズ・TV局で放映された。英国映画協会が本作のプリントを所有し、このプリントは1997年にアンダーソンのテレビそして映画におけるキャリアを祝すためにブラッドフォードのピクチャーヴィル・シネマで上映された。
最初のソフト化は2013年にDVDの形でネットワーク社から発売された。DVDに収録された映像は「エドガー・ウォレス」のオープニングを使用し、オリジナルのオープニングは特典に収められている。また特典には舞台裏映像「Remembering Crossroads to Crime」が収められ、ジェリー＆シルヴィア・アンダーソン夫妻、デイヴィッド・エリオットとデイヴィッド・グレアムが出演している。DVD発売以前に、全英映像等級審査機構は「控えめな暴力表現」があるとして家族の同伴が必要とされるPGにレイティングを上げた。

## 評価
『クロスローズ・トゥ・クライム』の興行収入は失敗し、映画に対する評価も否定的なものがほとんどであった。アンダーソンはこの映画を「おそらくこれまで製作された映画で一番ひどいもの」と評したこともあり、デイヴィッド・エリオットは「ひどい」と表現した。コーヘンとレヴィもまた感銘を受けず、アンダーソンにこれ以上仕事を発注しなかった。1966年に『サンダーバード 劇場版』の宣伝活動中に、シルヴィア・アンダーソンは『クロスローズ・トゥ・クライム』が「ほとんど語られなくなればなるほど、良いことだ」と述べ、彼女の伝記の中で本作を「私達が一生懸命に製作したものとは到底言えないもの」と評している。
あるインタビューでグレアムはロンドンの劇場にこの映画を観に行った時の観客の反応を覚えている。「キルバーンにある劇場に行って、本編中ずっともがきながら座っていた〔…〕とても悲惨で古典的なものだったのは確実だ！ 立ち上がった時後ろから声がした「なんてクソ悲惨な映画だ！」って」。『マンスリー・フィルム・ビュレティン』誌に掲載された当時の評価はより楽天的なものだった。「飲み込みが早く、この控えめな小さなスリラー映画は始まるとすぐさま「刑事もの」の形式に落ち着き、常に説得力が有りすぎないところが効果的だ」。1960年10月の『キネ・ウィークリー』誌には強い賞賛が掲載され、そこには「『クロスローズ・トゥ・クライム』は「虚像からすっかり自由」であるとし、「映画の道徳は高尚であり、家庭内における優しい余談は女性の関心をもたらし、クライマックスは最高だ」としている。
ジェリー・アンダーソンの伝記作家サイモン・アーチャーとマーカス・ハーンはグレイの音楽が映像を圧倒し、内容にあっていないと考え「金管楽器とビュンと鳴るエレキギターの革新的な組み合わせが確実にスタンリー・ブラックやジョン・バリーの同自体的な音を呼び起こす糸があったと考えているが、その効果はなかった」としている。また二人はメインが「救い」だと述べたが、映画に対する評価は「平凡な設定、複雑な脚本と、ほぼない予算によって救いようがないほど損なわれている」としている。ハーンはアンダーソンの監督ぶりを「不器用」と評し、本作を「当時で最も魅力のないB級映画」と記している。スティーブン・ラリビエーは「心配とともに覚えられている」と記し、話の筋書きを「非常に薄く」「退屈なもの」と、製作全体を「少々荒削りすぎる」としている。また、本作が覚えられているのは『サンダーバード』の成功のおかげだともしている。